# 日本貿易博覧会
日本貿易博覧会（にほんぼうえきはくらんかい）は、横浜市で1949年3月15日から6月15日まで開催された博覧会である。
入場者数は360万人。
英文名称はJAPAN FOREIGN TRADE FAIR。

## 会場
説明として、展示やイベントなどについて解説する。

### 第一会場(野毛山会場)
現在の野毛山公園一帯を会場としていた。敷地面積は27,500坪。
野外劇場
300坪で2,000人が収容可能とされた。ライオンマンの紙芝居や人形芝居、ボクシング大会、のどじまん大会などが連日行われた。
天文館
50cmの反射望遠鏡を展示、使用可能であった。絵葉書としても採用されている。
児童遊園地
ブランコ、滑り台、ジャングルジムなどの遊具のほか、ビックリハウスと呼ばれるアトラクションも存在した。
水中レビュー館
美女が潜る、といった見出しが確認される。
日本庭園
敷地内に水中レビュー館と児童遊園地を含んだ。後の野毛山動物園。
児童館
2館が存在した。1館目の一階では劇や映画を毎日行っていた。2階では天体展と気象展が行われた。この2階はガラス張りのサンルームであり、並べられた望遠鏡で横浜の街や港を一望できた。
2館目の入り口では、水兵人形が喋り館内を案内した。無線で動く豆自動車、トンネルをくぐる豆電車、子供相談室、科学手品などがあった。
第一、第二科学発明館
通信科学の展示が行われた。また、高柳式テレビジョンが4台展示された。これは新聞紙大の画面に投影させるテレビであった。
テレビの展示において、植田彌生、植田かね子、前島愛子、原圭子の4人が案内を行い、その後テレビに映る実演を行ったとある。
プール
計画当初は大噴水池であったが、拡張しプールとなった。後に競泳用プールとなり、1949年9月15日から9月18日まで第4回国民体育大会の夏季水泳大会会場となる。
2010年現在、老朽化により解体済み。
野毛山小劇場
「美と官能の水まつり」などのイベントが行われた。
観光館
2館が存在。建物の「YOKOAHAMA CALLS」の文字が目立った。風土や交通、温泉巡りなどが展示されていたほか、土産の即売、全国名物試食休憩所などもあった。
迎賓館
3月23日に、川村吾蔵より3体の胸像(マ元帥、アイケンバーカー中将、グリーフ提督)が贈られている。

### 第二会場(神奈川会場)
現在の反町公園一帯を会場としていた。敷地面積は28,000坪。
期間中、東京急行電鉄東横線の新太田町駅が「博覧会場前駅」として復活した。
三角塔
貿易(輸入、生産、輸出)のシンボル。吉原慎一郎の設計とある。
芸能館(演芸館)
後の神奈川スケートリンク。1,500人の収容人数を誇った。
産業別特設館
三菱、専売、昭和電気製鋼、農業機械、古河、東芝、日立、ニッサン、トヨダ、水産、繊維機械、食料の12館。
ニッサンではダットサンの歴史、日立では10万倍電子顕微鏡などを展示していた。専売では、限定たばこ『光』の即売を行っていた。
第一、第二、第三貿易館
第一では繊維と化学で、生糸から絹を作るまで、印刷インキのような実演、実物、パノラマ展示が行われた。
第二では化学、農業、雑貨を展示。ガラス製品やお茶、竹製品などの実物、パノラマ展示を行われた。
第三では電話、時計、ミシンのような機械金属、瓶詰めをメインとした水産の展示が行われた。
第一、第二外国館
アメリカの家庭生活や科学製品などが展示された。チルトン夫人デザインの服飾や、十数点のマネキン、CIEフィルムライブラリーの16ミリ映画、パンアメリカン航空の旅客機の座敷などが展示された。
第一、第二、第三産業館
第一では、船舶用ジーゼル磁気羅針盤、オフセット印刷などが展示されていた。
第二では、「将来の横浜港全景」「将来の横浜港」などのパノラマのほか、横浜生産所のヨットが展示された。
第三では、溶鉱炉のジオラマのほか、製鉄所の模型などが展示された。
第一、第二府県館
府県特設館
北海道、秋田、群馬、神奈川、静岡、愛知、奈良、京阪神、九州の9館。
各県の展示が行われた。例として、神奈川ではハカリ橋という体重を量る橋が展示された。

## 入場料
大人:100円、子供:50円、団体:90、80、70円、大会半額:50円、中学団体:50円、小学団体:25円、中学特別:30円、小学特別:25円、有料招待:50円、学生:70円

## 博覧会での噂について
入園料のほか、別途の料金が設定されている展示もあった。そのため、入園料以外にも大量に金を使うと言われた(芸能館など)。

## 収支について
入場者数は目標の300万人を超え、360万7千人余りであった。しかし200万人は団体割引など料金が半額であり、9,530万円の赤字を出した。
戦後で横浜市の財政状況が悪化している中で強行されたこともあり、この赤字が横浜市の財政を苦しめることとなった。なお、この赤字の補填として花月園競輪場・横浜競馬場・戸塚競馬場で公営競技が開催されることになった。

## 記念発行物

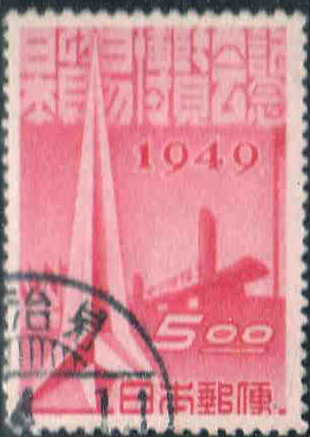
記念切手

記念切手として1949年3月15日に博覧会会場を描く5円切手が発行された。この切手には目打（穴）のある50枚シートと目打のない20枚シートのものがある。
他、絵葉書、記念マッチが発売されている。

## 主催
神奈川県と横浜市の協同主催であった。